# Aporocidaria
Az Aporocidaria a Cidaridae család egyik neme, mely a tüskésbőrűekhez tartozik. E nembe csak egy faj sorolható:
- Aporocidaria fragilis